# Acensement
Un acensement ou accensement désigne, sous l'Ancien Régime, la concession (en général assez longue, voire perpétuelle) de la jouissance d'une terre, par exemple, moyennant une redevance, le cens.
- Donner ou prendre à cens, c'est acenser.
- Celui qui donne ou prend à ferme ou à cens est un acenseur.